# Andrej Skvaruk
Andrij Bohdanovytj Skvaruk (ukrainska: Андрій богданович Скварук), född den 9 mars 1967 i Shnyriv, Ukrainska SSR, Sovjetunionen, är en ukrainsk före detta friidrottare som tävlade i släggkastning.
Skvaruks främsta merit är att han blev silvermedaljör vid VM i Aten 1997 efter Heinz Weis. Han blev fyra vid Olympiska sommarspelen 1996 i Atlanta. Vid VM 2003 slutade han på fjärde plats efter ett kast på 79,68 meter. Han blev femma vid tre mästerskap, dels EM 2002, dels VM 1999 och 2001. 

## Personliga rekord
- Släggkastning - 82,62 meter